# تاهو سیتی (کالیفرنیا)
تاهو سیتی (به انگلیسی: Tahoe City) یک منطقهٔ مسکونی در ایالات متحده آمریکا است که در شهرستان پلاسر، کالیفرنیا واقع شده‌است. تاهو سیتی ۱٬۹۰۵ متر بالاتر از سطح دریا واقع شده‌است.